# Juchipila (kommun)
Juchipila är en kommun i Mexiko.   Den ligger i delstaten Zacatecas, i den centrala delen av landet, 500 km nordväst om huvudstaden Mexico City.
Följande samhällen finns i Juchipila:
- Juchipila
- San José
- Colonia Popular del Sol
- Pueblo Viejo
- La Cantera
- Fraccionamiento Magisterial